# Малыш Диппер
«Малыш Диппер» (англ. Little Dipper) — 11 серия 1 сезона американского мультсериала «Гравити Фолз».

## Сюжет
В своей комнате Гидеон думает над тем, как отомстить семье Пайнс. Он рассматривает 2-й Дневник в поисках решения. В конце концов он решает отобрать у Пайнсов Хижину Чудес. У крыльца Хижины Чудес появляется адвокат Гидеона. Стэн принимает его за сборщика налогов и пытается спрятать деньги. Адвокат заявляет, что Стэн выиграл 10.000.000 долларов, но чтобы их получить нужно подписать договор. Стэн подписывает и тут выпрыгивает Гидеон и заявляет, что Стэн подписал передачу Хижины Чудес Малышу Гидеону. Но Стэн прочёл договор и знал, что это обман, и написал в контракте «Съешь лимон, коротышка». Гидеон клянётся отомстить. После чего они вместе идут смотреть телевизор, Мэйбл говорит: «Люблю начальную песню».
Позже Диппер и Мэйбл играют в шахматы. Зус просит Мэйбл достать для него мозг в банке с верхней полки. Диппер спрашивает, почему Зус попросил Мэйбл, а не его и Зус говорит, что Мэйбл выше. Диппер опровергает слова Зуса и просит его измерить их. Мэйбл оказывается выше Диппера на один миллиметр. Диппер говорит, что один миллиметр если и считается, то только в Канаде. Мэйбл и Стэн начинают смеяться над Диппером из-за роста, и он уходит на чердак. Просматривая 3-й Дневник, Диппер находит страницу с кристаллами, увеличивающими рост. Диппер отправляется в лес Гравити Фолз и находит кристаллы. Он видит кристаллы синего и розового цвета. Синий кристалл увеличивает, а розовый уменьшает. Он берёт кристалл и крепит его на фонарик.
Диппер хвастается Мэйбл, что теперь он выше неё. Но Мэйбл по-прежнему считает, что она всё равно будет выше. Диппер уходит на чердак и делает себя ещё выше. Тут Мэйбл заходит и подозревает, что Диппер прячет волшебника в шкафу. Диппер рассказывает Мэйбл о фонарике. Она тут же пытается отобрать его у Диппера. Тем временем Гидеон приходит в Хижину Чудес с проклятыми египетскими супер-термитами. Он угрожает Стэну, что выпустит их, если он не отдаст Хижину Чудес. Стэн разбивает банку и термиты нападают на Гидеона. Диппер и Мэйбл борются за обладание волшебным фонариком. Но фонарик попадает к Гидеону и Мэйбл невольно говорит ему про свойства фонарика. Гидеон уменьшает близнецов, кладёт их в банку и уходит домой.
В своей комнате Гидеон помещает Мэйбл в пакет с мармеладными мишками. Затем он допрашивает Диппера, откуда тот узнал про кристаллы. Диппер дует в рог прямо в ухо Гидеону. Гидеон хочет раздавить Диппера, но решает их использовать. Зус и Стэн расставляют зеркала в лабиринте зеркал, когда звонит телефон. Стэн берёт трубку, оставляя свою феску на столе. Её одевает Зус. По телефону Гидеон сообщает, что взял в заложники Диппера и Мэйбл и причинит им вред, если Стэн не отдаст Хижину Чудес. Стэн не верит Гидеону и бросает трубку. Тогда Гидеон решает отправиться в Хижину Чудес, вооружившись волшебным фонариком, чтобы уменьшить Стэна.
Диппер и Мэйбл сбегают на воздушном шаре и летят в Хижину Чудес. Мэйбл отвлекает Гидеона, бросая ему на волосы мармеладного мишку. Диппер и Мэйбл спорят из-за разницы в росте. Их слышит Гидеон и хватает. Он заходит в Хижину Чудес и видит феску Стэна, затем уменьшает обладателя. Но это оказывается Зус в феске Стэна.
Зус случайно говорит Гидеону, где находится Стэн. Гидеон кладёт его в банку и идёт в лабиринт зеркал. Диппер спрашивает Мэйбл, почему она издевалась над ним из-за роста. Мэйбл говорит, что Диппер во всём лучше её, и она тоже хочет в чём-то быть лучшей. Дети мирятся. Дальше они сбегают из банки и идут по шее Гидеона, но Зус сваливается на ковёр. Гидеон решил разбить все зеркала, чтобы найти Стэна. Стэн появляется перед Гидеоном и требует 500 долларов за каждое разбитое зеркало. Диппер и Мэйбл пробираются к подмышкам Гидеона и щекочут его. Гидеон от щекотки не может атаковать Стэна и он выкатывает его из Хижины Чудес. Диппер и Мэйбл возвращают свои прежние размеры. Мэйбл разбивает кристалл, но затем видит Зуса, который всё ещё уменьшен. Близнецы решают склеить кристалл.
Гидеон в злости возвращается домой. Его отец говорит ему, что он ещё сможет отомстить Пайнсам. Гидеон говорит, что хочет не просто мести, а саму Хижину Чудес, потому что там скрывается невероятный секрет. Затем он смеётся, а Бад Глифул кормит его мороженым.
В титрах к Стэну приходит человек с чеком и говорит, что тот выиграл 10.000.000 долларов. Стэн захлопывает дверь перед ним. Тогда он предлагает деньги старику МакГакету, который затем ест чек.

## Вещание
Этот эпизод посмотрели 2,6 млн человек, несмотря на то, что серия вышла ночью.

## Отзывы критиков
Обозреватель развлекательного веб-сайта The A.V. Club Аласдер Уилкинс поставил эпизоду оценку «A-», отметив, что «Диппер и Малыш Гидеон являются, в своем роде, две стороны одной медали. Оба они быстро выставляют себя жертвами, ослепляя себя собственными проступками. Конечно, здесь не обойтись без масштаба: если Диппер не понимает, что его непрекращающееся хвастовство заставляет Мэйбл дразнить его из-за разницы в росте, то Гидеон — неуравновешенный, начинающий психопат, считающий всех либо своими врагами, либо ущербными, либо и теми и другими. В эпизоде мало причин сочувствовать Гидеону, потому что он терроризирует своего отца и особенно свою бедную мать, он всерьёз подумывает о том, чтобы раздавить миниатюрного Диппера, а его конечной целью является получение секретов Хижины Чудес, что является более стереотипной злой мотивацией, чем, скажем, желание возобновить свой роман с Мэйбл, питаемый иллюзиями. В итоге, серия делает его самым решительным противником семьи Пайнс. Мэйбл здесь снова встаёт на первый план, в отличие от предыдущего эпизода». Также критик похвалил анимацию.
На агрегаторе-оценок IMDB серия имеет рейтинг 7.9/10 на основе 2 165 пользовательских оценок.